# Trypetesidae
Trypetesidae é uma família de crustáceos pertencentes à ordem Lithoglyptida.
Géneros:
- Tomlinsonia Turquier, 1985
- Trypetesa Norman, 1903